# ماكس هيرز (شخصية أعمال)
ماكس هيرز (بالألمانية: Max Herz)‏ هو شخصية أعمال ألماني، ولد في 3 يوليو 1905 في هامبورغ في ألمانيا، وتوفي في 12 مايو 1965.